# Hermann von Tardy

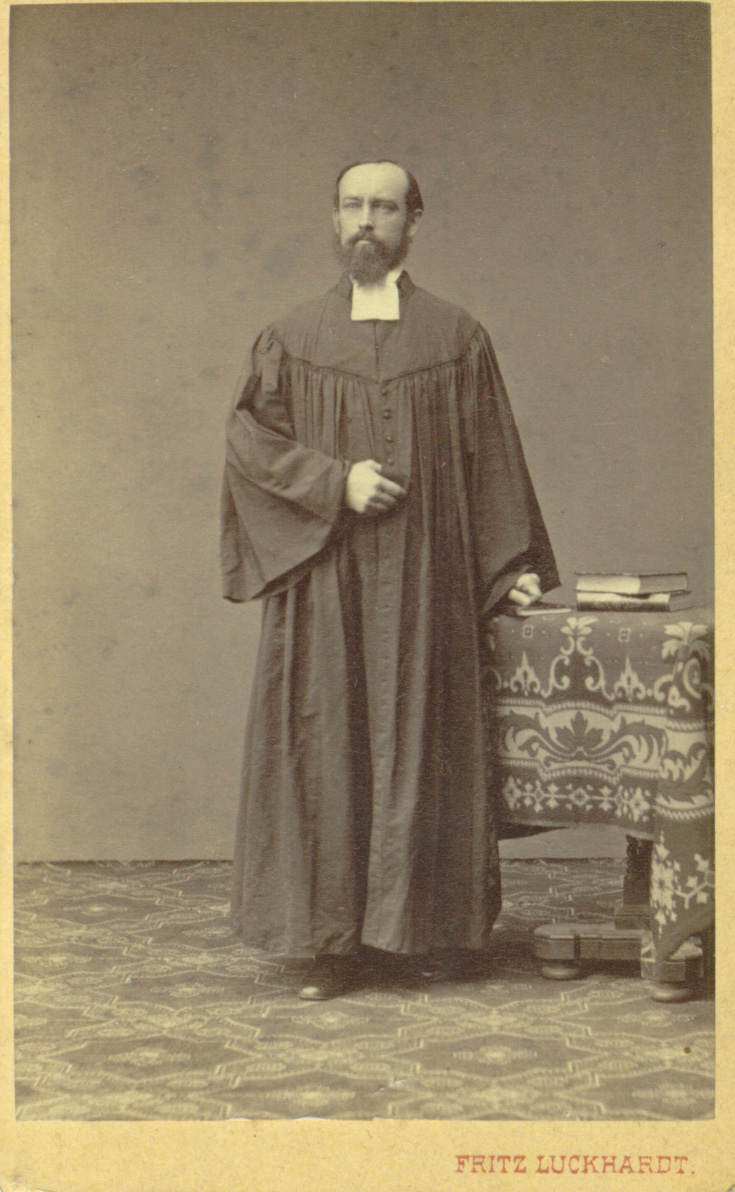
Oberkirchenrat Heřman z Tardy

Hermann von Tardy (tschechisch Heřman z Tardy; * 19. November 1832 in Hussinetz, Landkreis Strehlen, Provinz Schlesien; † 15. März 1917 in Prag) war ein tschechischer reformierter Pfarrer und Oberkirchenrat.

## Leben
Carl Gustav Hermann von Tardy entstammte einer Pfarrersfamilie. Sein Großvater Moses Tardy (tschechisch Mojžíš Tardy, 1759–1837) stammte aus Ungarn und wurde Pfarrer in Libice, sein Vater Josef z Tardy war ab 1826 Pfarrer in Hussinetz bei Strehlen. Seine Mutter war Charlotte Henriette Meißner. Heřman z Tardy sprach bis ins Alter von zehn Jahren nur deutsch und wurde deshalb von seinem Vater zu dessen Bruder Mojžíš z Tardy (1805–1858) nach Nebudzel (heute Nebužely) geschickt, um Tschechisch zu lernen. Ab 1846 besuchte er das Reformierte Gymnasium in Breslau. Tardy studierte von 1854 bis 1855 Evangelische Theologie an der Ruprecht-Karls-Universität Heidelberg und beendete seine Studien 1856 an der  Friedrichs-Universität Halle. Er war zunächst als Hauslehrer in Kempen beschäftigt und legte 1858 in Posen sein Pfarrersexamen ab. Von 1858 bis 1867 arbeitete er als Pfarrer in Hořátev und gab von 1865 bis 1867 die religiöse Zeitschrift Hlasy ze Siona („Stimmen aus Zion“) heraus. Als Gemeindepfarrer pflegte er den Kontakt mit Kohlbrügges Elberfelder Gemeinde. Er war außerdem mit Eduard Böhl befreundet, der an der Evangelisch-theologischen Fakultät der Universität Wien lehrte. Gemeinsam veröffentlichten sie 1866 eine Ausgabe des Zweiten Helvetischen Bekenntnisses, das Tardy ins Tschechische übersetzte.
Hermann von Tardy wurde 1867 in den Oberkirchenrat der Evangelischen Kirche H. B. in Wien berufen. 1869 besuchte er in kirchlichem Auftrag tschechische evangelische Diaspora-Gemeinden in Amerika. Tschechische reformierte Gottesdienste in Wien wurden damals in der Reformierten Stadtkirche abgehalten, wo auch Tardy predigte. Er initiierte 1891 die Gründung des Vereins zur Errichtung einer tschechischen evangelisch-reformierten Gemeinde, der bald mit den lutherischen Tschechen und Slowaken in Wien, den „Brüdern aus Hernals“ unter der geistlichen Leitung des Theologieprofessors Gustav Adolf Skalský, zusammenarbeitete. Pläne zur Errichtung eines eigenen Gemeindezentrums zerschlugen sich zu seinen Lebzeiten. Hermann von Tardy ging 1904 in Pension.

## Schriften
- Lidu českého vzkříšení. Kázání. Prag 1862
- K dějinám svaté církve v Čechách. In: Památka roku slavnostního 1863. 1863.
- Událosty v církvi ewang. zémi českých léta jubilejního 1863. In: Památka roku slavnost ního 1863. 1863.
- Heidelberský katechismus. Přeložil, písmy swatými a některými přídavky opatřil. Prag 1867.
- Konfessí helvetská, to jest: Vyznáni aneb sprostné vysvětlení víry křestanské. Prag 1867.
- Historie evangelicko-reformovaného sboru Hořátevského od jeho založení až do léta Páně 1868. Wien 1868.
- Malý kancionál. Prag 1868.
- Agenda reformovaná. 1869.
- K dějinám reformované cirkve Husinecké v Pruském Slezsku. In: Časopis historický, 2. Jg., Pardubice 1882, S 28–34. (Online-Version der deutschen Übersetzung durch Karl Barta (Memento vom 8. März 2012 im Internet Archive) (PDF; 60 kB).)
- mehrere Fachartikel in Hlasy ze Siona
- mehrere Fachartikel in Ottův slovník naučný